# Hélène Vincent
Hélène Vincent, pseudoniem van Jocelyne-Hélène Nain (Parijs, 9 september 1943), is een Franse actrice en toneelregisseur. 

## Leven en werk

### Film

#### Eerste jaren
Vincent debuteerde in de filmwereld onder regie van René Allio. Ze kreeg een bijrol in zijn drama's Pierre et Paul (1969) en Les Camisards (1972). In de loop van de jaren zeventig was ze te zien in bijrollen in films van onder meer Bertrand Tavernier en Diane Kurys.
In 1980 onderbrak Vincent haar filmcarrière en wijdde ze zich meer en meer aan haar toneel- en televisieactiviteiten.

#### Doorbraak
Na een jarenlange afwezigheid op het grote scherm maakte Vincent in 1988 een opgemerkte comeback in de heel succesvolle zedenkomedie La vie est un long fleuve tranquille. Ze vertolkte er een wat vastgelopen vrouw uit de gegoede katholieke burgerij wiens vijfde kind als baby werd verwisseld met de baby van een armoedig gezin. Dankzij deze acteerprestatie werd ze op vijfenveertigjarige leeftijd eindelijk ontdekt en ontving ze de César voor beste vrouwelijke bijrol.

#### Enkele beklijvende rollen
Drie jaar later werd Vincent bedacht met een nieuwe nominatie voor haar rol van de vereenzaamde nog bij haar moeder wonende oude vrijster in het drama J'embrasse pas (1991). In het genderdrama Ma vie en rose (1997) was ze de grootmoeder van een zevenjarig jongetje dat worstelt met zijn genderidentiteit. In 2013 volgde een nominatie voor de César voor beste actrice in het intimistisch drama Quelques heures de printemps (2012) voor haar waardige en aangrijpende belichaming van een ongeneeslijke vrouw, een zeldzame hoofdrol voor haar.

#### Bijrollen
Van bijrollen maakte Vincent trouwens haar specialiteit. Opvallend daarbij zijn haar talrijke moederrollen. Ze belichaamde heel dikwijls  een moeder die meestal onverwachts wordt geconfronteerd met de moeilijkheden waarmee haar (meestal al volwassen) kinderen worstelen:
- in de tragikomedie L'école est finie (1979) is ze de moeder van een zoon van vijftien die absoluut een kind wil met zijn veertienjarig vriendinnetje,
- in de tragikomedie Dédé (1990) is ze de vrouw die twee maanden na de dood van haar man gaat hertrouwen met diens broer, tegen de zin van haar zoon aan wie zijn vader op een nacht verschijnt om hem toe te vertrouwen dat zijn broer hem vermoord heeft,
- in de komedie Une journée chez ma mère (1993) is ze de excentrieke moeder, een berooide Parijse aristocrate, bij wie haar dochter, een actrice, komt inwonen om haar volgende rol in te studeren,
- in de komedie Bernie (1995) is ze een vrouw die door een dertigjarige wees wordt uitgeroepen tot zijn modelmoeder en die door hem wordt beschermd.
- in de bitterzoete tragikomedie Que faisaient les femmes pendant que l'homme marchait sur la Lune? (2001) is ze de manipulatieve moeder van een dochter die na een lange afwezigheid terugkeert in België met twee aankondigingen die haar moeders leven overhoop halen,
- in het drama Quelques heures de printemps (2012) is ze een terminaal zieke moeder die haar leven wenst te beëindigen en bij wie haar pas uit de gevangenis ontslagen zoon wil komen inwonen,
- in de komedie Good Luck Algeria (2015) is ze de moeder van een late veertiger die, om zijn zaak in langlaufski's van het faillissement te redden, traint om, in de plaats van de bekende atleet die hem in de steek liet voor een ander skimerk, zelf deel te nemen aan de Olympische Winterspelen,
- in de komedie Le Petit Locataire (2016) is ze de moeder van een late veertigster die niet de symptomen van de menopauze vertoont maar die van een zwangerschap,
- in de komedie Marie-Francine (2017) is ze de opdringerige moeder van een vijftigjarige dochter die, na het verlies van haar man én van haar werk,  noodgedwongen opnieuw intrekt bij haar ouders,
- in het drama Grâce à Dieu (2018) is ze de moeder van een volwassen man die als jongetje door een priester seksueel werd misbruikt en die met andere lotgenoten procedeert tegen de kerk.

Daarnaast verscheen ze in Samba (2014), Le Sens de la fête (2017) en Hors Normes (2019), drie succesrijke tragikomedies van het duo Éric Toledano-Olivier Nakache. Ze maakte ook twee keer deel uit van het dissonerend,  eigenzinnig en verwarrend universum van Albert Dupontel.

### Toneel
Van meet af aan was Vincent gefascineerd door de toneelwereld. In 1966 debuteerde ze in een stuk van Eugène Labiche, een bekende vaudeville-dramaturg, onder regie van Patrice Chéreau. Het betekende het begin van een lange en drukke carrière. Ze maakte al vroeg deel uit van Chéreau's toneelgezelschap. Hij werd in de jaren zestig haar vaste regisseur. Vervolgens, tijdens de eerste helft van de jaren zeventig, werd Vincent geregisseerd door haar toenmalige man Jean-Pierre Vincent. Daarna werkte ze samen met verscheidene grote theaterregisseurs.  
Vincent regisseerde ook anderen op de planken, en dit zowel in werk van klassieke auteurs als Marivaux, Victor Hugo, Shakespeare, Henrik Ibsen en August Strindberg als, vanaf de eenentwintigste eeuw,  in eigentijdse stukken.  

### Televisie
Vincent verscheen voor het eerst voor de televisiecamera's in 1972. Ze bouwde een vruchtbare carrière uit die tot op heden voortduurt. Ze vertolkte haar eerste vermeldenswaardige rol in de in Frankrijk erg populaire miniserie Les Dames de la Côte (1978). Daarin speelde ze de moeder van debutante Fanny Ardant. Door de jaren heen werd ze vaak gecast door Josée Dayan, onder meer in films als Mourir d'aimer, de remake van de beroemde speelfilm, en in historische miniseries als La Rivière Espérance (1995),  Le Comte de Monte Cristo (1998) en Les Rois maudits (2005), de remake van een gevierde serie uit de jaren zeventig. 

### Privéleven
Ze was getrouwd met acteur, toneelregisseur en toneeldirecteur Jean-Pierre Vincent (1942-2020). Ze gingen later uit elkaar. Ze hebben samen een zoon: de regisseur Thomas Vincent (1964). 

## Filmografie (selectie)
- 1969 - Pierre et Paul (René Allio)
- 1972 - Les Camisards (René Allio)
- 1974 - Un nuage entre les dents (Marco Pico)
- 1975 - Que la fête commence (Bertrand Tavernier)
- 1977 - La Part du feu (Étienne Périer)
- 1979 - L'école est finie (Olivier Nolin)
- 1980 - Cocktail Molotov (Diane Kurys)
- 1988 - La vie est un long fleuve tranquille (Étienne Chatiliez)
- 1990 - Dédé (Jean-Louis Benoît)
- 1991 - Le Bal des casse-pieds (Yves Robert)
- 1991 - J'embrasse pas (André Téchiné)
- 1993 - Une journée chez ma mère (Dominique Cheminal)
- 1993 - Des feux mal éteints (Serge Moati)
- 1993 - Trois couleurs: Bleu (Krzysztof Kieślowski)
- 1995 - Tom est tout seul (Fabien Onteniente)
- 1996 - Ma vie en rose (Alain Berliner)
- 1996 - Bernie (Albert Dupontel)
- 2001 - Que faisaient les femmes pendant que l'homme marchait sur la Lune? (Chris Vander Stappen)
- 2004 - Saint-Jacques… La Mecque (Coline Serreau)
- 2005 - Enfermés dehors (Albert Dupontel)
- 2009 - Trésor (Claude Berri en François Dupeyron)
- 2012 - Quelques heures de printemps (Stéphane Brizé)
- 2014 - Samba (Éric Toledano en Olivier Nakache)
- 2015 - L'Odeur de la mandarine (Gilles Legrand)
- 2015 - Good Luck Algeria (Farid Bentoumi)
- 2016 - Le Petit Locataire (Nadège Loiseau)
- 2017 - Marie-Francine (Valérie Lemercier)
- 2017 - Le Sens de la fête (Éric Toledano en Olivier Nakache)
- 2017 - Garde alternée (Alexandra Leclère)
- 2018 - Grâce à Dieu (François Ozon)
- 2019 - Hors Normes (Olivier Nakache en Éric Toledano)
- 2019 - Revenir (Jessica Palud)
- 2020 - Mine de rien (Mathias Mlekuz)
- 2020 - Adorables (Solange Cicurel)
- 2020 - L'Origine du monde (Laurent Lafitte)
- 2022 - L'Astronaute (Nicolas Giraud)
- 2024 - Colocs de choc (Élodie Lélu)
- 2024 - Quand vient l'automne (François Ozon)

## Prijzen en nominaties

### Prijzen
- 1989 - La vie est un long fleuve tranquille: César voor beste vrouwelijke bijrol

### Nominaties
- 1992 - J'embrasse pas: César voor beste vrouwelijke bijrol
- 2010 - Molière de la meileure comédienne
- 2011 - Molière de la meileure comédienne
- 2013 - Quelques heures de printemps: César voor beste actrice
- 2020 - Hors Normes: César voor beste vrouwelijke bijrol